# Express (Band)
Express, gelegentlich auch Expreß, war eine deutsche Rockband aus Ost-Berlin.

## Geschichte
Die Band wurde 1972 als Amateurband gegründet. Erste Bekanntheit erlangte sie durch ihre Auftritte während der X. Weltfestspiele der Jugend und Studenten 1973 in Ost-Berlin. Auf den Arbeiterfestspielen 1974 in Erfurt wurde die Band mit einer Goldmedaille und dem Sonderpreis für gelungene Eigenkompositionen ausgezeichnet. Im gleichen Jahr erhielt sie den Titel „Ausgezeichnetes Amateurtanzorchester“. Ebenfalls 1974 lieferte sie zusammen mit den Puhdys die Filmmusik zu … verdammt, ich bin erwachsen.
Mitte der 1970er Jahre erreichte die Band ihre größten Erfolge. Titel wie Ein Wigwam steht in Babelsberg, Schlafenszeit, Petrus stell die Sonne ab, Manchmal treffen sich zwei Leben und Wenn Musikanten heimwärts fahren erreichten vordere Plätze in den Hitparaden des DDR-Rundfunks. Die erste Single wurde produziert und Auftritte in den Fernsehsendungen Schlagerstudio und rund schlossen sich an. 1976 absolvierte die Band ihre erste Auslandstournee an der Drushba-Trasse in die Sowjetunion. Anfang August 1976 vertrat Express gemeinsam mit der Band Magdeburg die DDR bei der Popsession ’76 in Sopot. In den 1980er Jahren weilte Express sehr häufig in der ČSSR und wurde dort zu einer der erfolgreichsten ausländischen Rockbands.
Kopf der Band, die 1975 Berufsformation wurde, war Ernst Ernie Lemke. Er blieb die einzige Konstante in der häufig wechselnden Bandbesetzung. Lemke schrieb die Musik; die Texte stammten vorwiegend von Kurt Demmler. Der Sound der Band änderte sich im Zuge der wechselnden Bandbesetzung. Waren die Stücke anfangs durch eine liedhafte Rockmusik geprägt, war 1977 mit dem Einsatz einer Violine (Lemke) und durch den neuen Sänger Peter Tschernig der Countryeinfluss nicht zu überhören. 1978 startete Tschernig eine Solokarriere als Countrymusiker. Nachdem im selben Jahr Rainer Nawrath, Lutz Forstbauer und Wolf Dieter Binge in die Band gekommen waren, wurde auch der an den Scorpions, Bryan Adams und Europe orientierte Sound deutlich härter. Im Zuge der Wende in der DDR löste sich die Band auf.

## Diskografie

### Singles
- 1976: Wenn Musikanten heimwärts fahren / Petrus stell die Sonne ab (Amiga)
- 1976: Ein Wigwam steht in Babelsberg / Manchmal treffen sich zwei Leben (Amiga)
- 1977: Liebling ich verspeise dich zum Frühstück / Sie war ein großes Mädchen (Amiga)
- 1978: Schlaf schön Rosemarie / Ich hab’ zu Haus’ …
- 1982: Mein Freund (Rainer Nawrath) / An meiner Seite (Express) (Supraphon)
- 1983: Ich fürchte mich / Der Dichter (Supraphon)

### CDs
- 2006: Express – Die grossen Hits (Amiga/BMG)

### Weitere auf Samplern veröffentlichte Titel
- 1973: Bitte laß mir noch ein wenig Zeit und Es gibt noch immer Leute auf: Examen in Musik (Amiga)
- 1973: Leben um ein Mensch zu sein auf Hallo Nr. 8 (Amiga)
- 1976: Ein Wigwam steht in Babelsberg auf Non Stop Beat (Amiga)
- 1976: Ein Wigwam steht in Babelsberg auf Box 2/’76 (Amiga)
- 1976: Schlafenszeit auf Hallo ’76 (Amiga)
- 1977: Wenn Musikanten heimwärts fahren auf Beat Party (Amiga)
- 1978: Schlaf schön Rosemarie auf 20 Original Beat-Hits (Amiga)
- 1978: Nach Havanna auf Festival in Havanna (Amiga)
- 1979: Nimm die Nacht in Deine Hände auf Schlager Sterne 3/’79 (Amiga)
- 1996: Fort für einen Abend auf Beatkiste 4 (Barbarossa)
- 1996: Wenn einer geht auf Beatkiste 6 (Barbarossa)
- 1996: Roll mich zurück in den Fluß auf Beatkiste 7 (Barbarossa)
- 1999: Ein Wigwam steht in Babelsberg auf Ein Wigwam steht in Babelsberg (All Score Media)

## Trivia
Schlaf schön Rosmarie wurde als Pausenmusik für den inaktiven Zahlensender G21 verwendet, auch bekannt als Musik und Morse